# مرکز تحقیقات بین‌المللی ژاپن‌شناسی

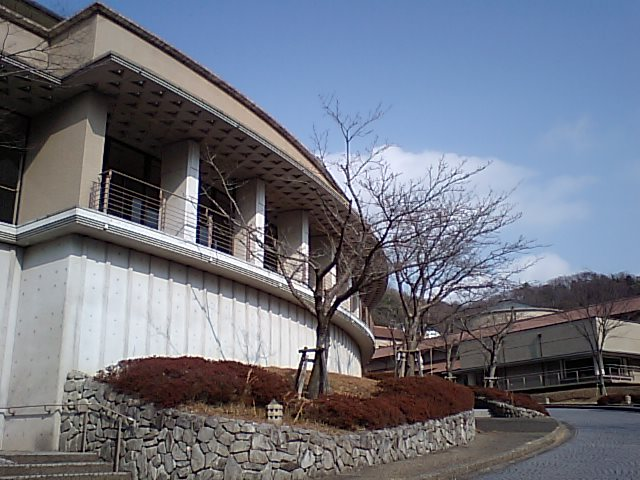
ساختمان مرکز

مرکز تحقیقات بین‌المللی برای مطالعات ژاپنی (به ژاپنی: 国際日本文化研究センター, Kokusai Nihon Bunka Kenkyū Sentā)) یک مؤسسه تحقیقاتی بین دانشگاهی در کیوتو است. همراه با مؤسسه ملی ادبیات ژاپن، موزه ملی تاریخ ژاپن و موزه ملی قوم‌شناسی، یکی از مؤسسات ملی علوم انسانی است که به تحقیقات مربوط به فرهنگ ژاپنی اختصاص دارد.